# Isótopos de ferro
O ferro tem quatro isótopos naturais: o 54Fe, 56Fe, 57Fe e o 58Fe, com uma abundância de 5,845%, 91,754%, 2,119% e 0,282% respectivamente. Além disso, o 54Fe é um isótopo possivelmente radioativo com um meia-vida superior a 3,1×1022 anos. São conhecidos 24 radioisótopos cujas meias-vidas são apresentadas mais adiante numa tabela.
Grande parte do trabalho que tem sido realizado na medição da composição isotópica do ferro tem se concentrado em determinar as variações do 60Fe devido aos processos que acompanham a nucleossíntese (p.ex.: em estudos de meteoritos) e na formação de minerais. Na última década, entretanto, os avanços na tecnologia de espectrometria de massa tem permitido a detecção e quantificação das variações de origem natural nas razões dos isótopos estáveis do ferro. Muito deste trabalho tem sido dirigido pelas comunidades de geociência e de ciência planetária, ainda que as aplicações aos sistemas biológicos e industriais estejam começando a surgir.
Massa atômica padrão: 55.845(2) u

## Ferro-56
O isótopo 56Fe é aquele com menor massa em núcleons, 930,412 MeV/c2, ainda não o isótopo com mais alta energia de ligação nuclear por núcleon, o qual é o níquel-62. Entretanto, devido a detalhes de como funciona a nucleossíntese, 56Fe é um objetivo mais comum das cadeias de fusão dentro das estrelas muito massivas e portanto é mais frequente no universo, em comparação com outros metais, incluindo 62Ni, 58Fe e 60Ni, todos os quais tem uma energia de ligação muito alta.

## Ferro-57
O isótopo 57Fe é amplamente utilizado na espectroscopia Mössbauer, devido à escassa variação natural na energia de transição nuclear.

## Ferro-60
O isótopo 60 Fe tem uma meia-vida de 2,6 milhões de anos, mas até 2009 se pensava que teria uma meia-vida de 1,5 milhão de anos. Decai mediante desintegração beta a cobalto-60. É possível que a energia liberada pela desintegração de 60Fe tenha contribuído, junto com a energia liberada pela desintegração do radioisótopo 26Al, pela refusão e diferenciação dos asteroides depois que se formaram há 4600 milhões de anos. A abundância de 60Ni presente em material extraterrestre pode também fornecer mais pistas sobre a origem do sistema solar e sua história primordial.

## Tabela
| símbolo do nuclídeo | Z(p)                 | N(n)                 | massa isotópica (u)  | meia-vida                  | método(s) de decaimento | isótopo(s) filho(s)   | spin nuclear | Composição isótopica representativa (fração molar) | faixa de variação natural (fração molar) |
| símbolo do nuclídeo | energia de excitação | energia de excitação | energia de excitação | meia-vida                  | método(s) de decaimento | isótopo(s) filho(s)   | spin nuclear | Composição isótopica representativa (fração molar) | faixa de variação natural (fração molar) |
| ------------------- | -------------------- | -------------------- | -------------------- | -------------------------- | ----------------------- | --------------------- | ------------ | -------------------------------------------------- | ---------------------------------------- |
| 45Fe                | 26                   | 19                   | 45.01458(24)#        | 4.9(15) ms [3.8(+20-8) ms] | p                       | 44Mn                  | 3/2+#        |                                                    |                                          |
| 45Fe                | 26                   | 19                   | 45.01458(24)#        | 4.9(15) ms [3.8(+20-8) ms] | 2p                      | 43Cr                  | 3/2+#        |                                                    |                                          |
| 46Fe                | 26                   | 20                   | 46.00081(38)#        | 9(4) ms [12(+4-3) ms]      | β+ (>99.9%)             | 46Mn                  | 0+           |                                                    |                                          |
| 46Fe                | 26                   | 20                   | 46.00081(38)#        | 9(4) ms [12(+4-3) ms]      | β+, p (<.1%)            | 45Cr                  | 0+           |                                                    |                                          |
| 47Fe                | 26                   | 21                   | 46.99289(28)#        | 21.8(7) ms                 | β+ (>99.9%)             | 47Mn                  | 7/2-#        |                                                    |                                          |
| 47Fe                | 26                   | 21                   | 46.99289(28)#        | 21.8(7) ms                 | β+, p (<.1%)            | 46Cr                  | 7/2-#        |                                                    |                                          |
| 48Fe                | 26                   | 22                   | 47.98050(8)#         | 44(7) ms                   | β+ (96.41%)             | 48Mn                  | 0+           |                                                    |                                          |
| 48Fe                | 26                   | 22                   | 47.98050(8)#         | 44(7) ms                   | β+, p (3.59%)           | 47Cr                  | 0+           |                                                    |                                          |
| 49Fe                | 26                   | 23                   | 48.97361(16)#        | 70(3) ms                   | β+, p (52%)             | 48Cr                  | (7/2-)       |                                                    |                                          |
| 49Fe                | 26                   | 23                   | 48.97361(16)#        | 70(3) ms                   | β+ (48%)                | 49Mn                  | (7/2-)       |                                                    |                                          |
| 50Fe                | 26                   | 24                   | 49.96299(6)          | 155(11) ms                 | β+ (>99.9%)             | 50Mn                  | 0+           |                                                    |                                          |
| 50Fe                | 26                   | 24                   | 49.96299(6)          | 155(11) ms                 | β+, p (<.1%)            | 49Cr                  | 0+           |                                                    |                                          |
| 51Fe                | 26                   | 25                   | 50.956820(16)        | 305(5) ms                  | β+                      | 51Mn                  | 5/2-         |                                                    |                                          |
| 52Fe                | 26                   | 26                   | 51.948114(7)         | 8.275(8) h                 | β+                      | 52Mn                  | 0+           |                                                    |                                          |
| 52mFe               | 6.81(13) MeV         | 6.81(13) MeV         | 6.81(13) MeV         | 45.9(6) s                  | β+                      | 52Mn                  | (12+)#       |                                                    |                                          |
| 53Fe                | 26                   | 27                   | 52.9453079(19)       | 8.51(2) min                | β+                      | 53Mn                  | 7/2-         |                                                    |                                          |
| 53mFe               | 3040.4(3) keV        | 3040.4(3) keV        | 3040.4(3) keV        | 2.526(24) min              | TI                      | 53Fe                  | 19/2-        |                                                    |                                          |
| 54Fe                | 26                   | 28                   | 53.9396105(7)        | Aparentemente estável      | Aparentemente estável   | Aparentemente estável | 0+           | 0.05845(35)                                        | 0.05837-0.05861                          |
| 54mFe               | 6526.9(6) keV        | 6526.9(6) keV        | 6526.9(6) keV        | 364(7) ns                  |                         |                       | 10+          |                                                    |                                          |
| 55Fe                | 26                   | 29                   | 54.9382934(7)        | 2.737(11) a                | CE                      | 55Mn                  | 3/2-         |                                                    |                                          |
| 56Fe                | 26                   | 30                   | 55.9349375(7)        | Estável                    | Estável                 | Estável               | 0+           | 0.91754(36)                                        | 0.91742-0.91760                          |
| 57Fe                | 26                   | 31                   | 56.9353940(7)        | Estável                    | Estável                 | Estável               | 1/2-         | 0.02119(10)                                        | 0.02116-0.02121                          |
| 58Fe                | 26                   | 32                   | 57.9332756(8)        | Estável                    | Estável                 | Estável               | 0+           | 0.00282(4)                                         | 0.00281-0.00282                          |
| 59Fe                | 26                   | 33                   | 58.9348755(8)        | 44.495(9) d                | β-                      | 59Co                  | 3/2-         |                                                    |                                          |
| 60Fe                | 26                   | 34                   | 59.934072(4)         | 2.6×106 a                  | β-                      | 60Co                  | 0+           |                                                    |                                          |
| 61Fe                | 26                   | 35                   | 60.936745(21)        | 5.98(6) min                | β-                      | 61Co                  | 3/2-,5/2-    |                                                    |                                          |
| 61mFe               | 861(3) keV           | 861(3) keV           | 861(3) keV           | 250(10) ns                 |                         |                       | 9/2+#        |                                                    |                                          |
| 62Fe                | 26                   | 36                   | 61.936767(16)        | 68(2) s                    | β-                      | 62Co                  | 0+           |                                                    |                                          |
| 63Fe                | 26                   | 37                   | 62.94037(18)         | 6.1(6) s                   | β-                      | 63Co                  | (5/2)-       |                                                    |                                          |
| 64Fe                | 26                   | 38                   | 63.9412(3)           | 2.0(2) s                   | β-                      | 64Co                  | 0+           |                                                    |                                          |
| 65Fe                | 26                   | 39                   | 64.94538(26)         | 1.3(3) s                   | β-                      | 65Co                  | 1/2-#        |                                                    |                                          |
| 65mFe               | 364(3) keV           | 364(3) keV           | 364(3) keV           | 430(130) ns                |                         |                       | (5/2-)       |                                                    |                                          |
| 66Fe                | 26                   | 40                   | 65.94678(32)         | 440(40) ms                 | β- (>99.9%)             | 66Co                  | 0+           |                                                    |                                          |
| 66Fe                | 26                   | 40                   | 65.94678(32)         | 440(40) ms                 | β-, n (<.1%)            | 65Co                  | 0+           |                                                    |                                          |
| 67Fe                | 26                   | 41                   | 66.95095(45)         | 394(9) ms                  | β- (>99.9%)             | 67Co                  | 1/2-#        |                                                    |                                          |
| 67Fe                | 26                   | 41                   | 66.95095(45)         | 394(9) ms                  | β-, n (<.1%)            | 66Co                  | 1/2-#        |                                                    |                                          |
| 67mFe               | 367(3) keV           | 367(3) keV           | 367(3) keV           | 64(17) µs                  |                         |                       | (5/2-)       |                                                    |                                          |
| 68Fe                | 26                   | 42                   | 67.95370(75)         | 187(6) ms                  | β- (>99.9%)             | 68Co                  | 0+           |                                                    |                                          |
| 68Fe                | 26                   | 42                   | 67.95370(75)         | 187(6) ms                  | β-, n                   | 67Co                  | 0+           |                                                    |                                          |
| 69Fe                | 26                   | 43                   | 68.95878(54)#        | 109(9) ms                  | β- (>99.9%)             | 69Co                  | 1/2-#        |                                                    |                                          |
| 69Fe                | 26                   | 43                   | 68.95878(54)#        | 109(9) ms                  | β-, n (<.1%)            | 68Co                  | 1/2-#        |                                                    |                                          |
| 70Fe                | 26                   | 44                   | 69.96146(64)#        | 94(17) ms                  |                         |                       | 0+           |                                                    |                                          |
| 71Fe                | 26                   | 45                   | 70.96672(86)#        | 30# ms [>300 ns]           |                         |                       | 7/2+#        |                                                    |                                          |
| 72Fe                | 26                   | 46                   | 71.96962(86)#        | 10# ms [>300 ns]           |                         |                       | 0+           |                                                    |                                          |

1. ↑  Abreviações:
CE: Captura eletrônica
TI: Transição isomérica
2. ↑  Em negrito para os isótopos estáveis
3. ↑  Acredita-se que decaia β+ a 54Cr com uma meia-vida de mais de 3,1 × 1022 a
4. ↑  Menor massa por núcleo de todos os radionuclídeos, produto final da nucleossíntese estelar